# Моэнах мак Муйредайг
Мо́энах мак Му́йредайг (др.‑ирл. Móenach mac Muiredaig; первая половина V века) — предположительно, король Лейнстера (430—440-е годы) из рода Уи Байррхе.

## Биография
Моэнах мак Муйредайг не упоминается в средневековых списках королей Лейнстера, однако другие дошедшие до нашего времени источники позволяют историкам считать его правителем этого королевства. Главный из этих источников — поэма «De Regibus Lagenorum», написанная в VII веке и сохранившаяся в составе «Лейнстерской книги». В ней рассказывается о ранней истории Лейнстера и упоминаются некоторые его правители, неуказанные в королевских списках. Среди них назван и Моэнах, наследник своего отца Муйредаха Сните. В поэме сообщается, что Моэнах, представитель знатного рода, взошёл на престол ещё ребёнком и что он погиб в битве. Его победителем, вероятно, был Мак Каиртинн мак Коэлбот, о котором говорится, что он получил власть в результате сражения. На основании анализа источников о Лейнстере V века историками было сделано предположение, что под влиянием родов Уи Хеннселайг, Уи Дунлайнге и Уи Нейллы, в зависимость от которых к X веку попали монастырские центры летописания Ирландии, сведения средневековых анналов были искажены и в них были внесены данные, благоприятные для представителей этих родов, но частью не соответствовавшие исторической действительности. Таким образом, возможно, что свидетельства поэмы, созданной ещё до усиления этих родов, могли более точно отражать порядок престолонаследия в раннем Лейнстере.
Анализ сведений о Моэнахе мак Муйредайге позволяет предположить, что после смерти короля Брессала Белаха, предка рода Уи Хеннселайг, скончавшегося в 435 или 436 году, престол Лейнстера мог не сразу перейти к его внуку Энде Кеннсалаху, как о том сообщается в ирландских анналах и генеалогиях. Возможно, в 430-х—440-х годах он был занят представителями других ветвей правившей здесь династии: сначала двоюродным братом Брессала Белаха Муйредахом Сните и его сыном Моэнахом из рода Уи Байррхе, а затем троюродным братом последнего Мак Каиртинном мак Коэлботом из Уи Энехглайсс. Только после гибели Мак Каиртинна в 446 году потомки Брессала Белаха снова смогли возвратить себе власть над этим королевством.